# پوپسکو
پوپسکو (به بلغاری: Popsko) یک منطقهٔ مسکونی در بلغارستان است که در ایوالوفگراد واقع شده‌است.